# Tabellioen
Een tabellioen was een ambtenaar die de akten van erfenis en onterfenis van gronden grosseerde, die verleden werden voor de notarissen binnen zijn ambtsgebied. Het ambt van tabellioen (Frans: tabellion) van de stad en kasselrij Ieper werd ingesteld met de Vrede van Utrecht op 11 april 1713. De eerste tabellionaris daar was François Godtschalck.